# Stefan Eriksson
Stefan Eriksson (Enköping, 17 ottobre 1963) è un ex tennista svedese.

## Carriera
Tennista di modesto talento, vanta nel 1986 una finale nel torneo di Colonia persa con il connazionale Jonas Svensson dopo aver sconfitto in semifinale un altro tennista svedese, Anders Järryd, all'epoca numero 9 del mondo. L'anno successivo fu sconfitto a Wimbledon dal futuro vincitore Stefan Edberg con il punteggio di 6-0, 6-0, 6-0. Si trattò del primo match dell'era Open disputato sui prati londinesi a essere deciso in solo 18 game e, più in generale, dal 1947.

## Statistiche

### Singolare

#### Finali perse (1)
| Numero | Data          | Torneo                      | Superficie | Avversario in finale | Punteggio     |
| 1.     | 7 aprile 1986 | Cologne Grand Prix, Colonia | Cemento    | Jonas Svensson       | 6–7, 6–2, 6–2 |

### Tornei minori

#### Singolare

##### Vittorie (1)
| Legenda tornei minori |
| Challenger (1)        |
| Futures (0)           |

| Numero | Data | Torneo                                  | Superficie | Avversario in finale | Punteggio |
| 1.     | 1987 | Challenger DCNS de Cherbourg, Cherbourg | Cemento    | Jim Pugh             | 6–3, 6–0  |